# Oříkov
Oříkov je vesnice, část města Sedlčany v okrese Příbram ležící ve Středočeském kraji. Leží asi pět kilometrů západně od Sedlčan. Oříkov má vlastní stejnojmenné katastrální území o výměře 254,7 hekatru. Je rozložen v protáhlém údolí u Oříkovského potoka, který na jihovýchodě protéká Pustým rybníkem (jeden hektar).

## Historie

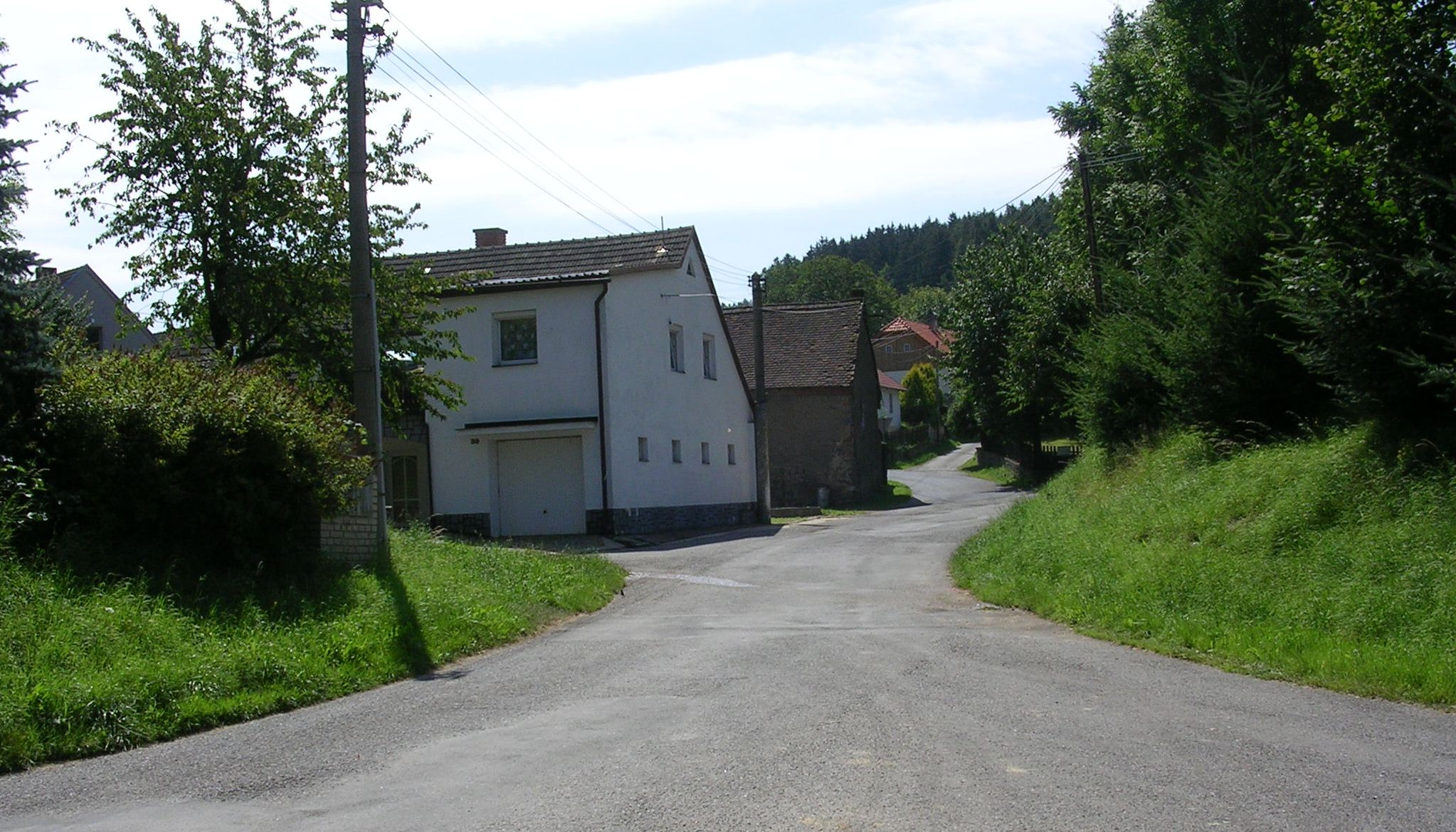
Jižní část vesnice

První písemná zmínka o vesnici pochází z roku 1382, ale udává se také doba okolo roku 1088. Prvotně se jmenovala Oříkuov (= Oříkův dvůr). Statek a ves s okolní krajinou připadl ve 14. století pánům z Rožmberka a sdílel od 15. století všechny své osudy s blízkými Třebnicemi, k nimž byl připojen roku 1659. Dne 18. července 1685 Oříkov celý vyhořel.
V 16. století, kdy se osada počala psát Vořikov, odtud pocházel rytířský rod Vořikovských z Kundratic, jehož zakladatelem byl Václav. Ten se vyučil sladovníkem a usadil se v Praze, kde později, již jako bohatý sládek, získal na Starém Městě roku 1549 městské právo. Zemřel roku 1582. Jeho syn, Simon Vořikovský, zasedal od roku v desetipanském úřadě. Zemřel roku 1618, zanechal po sobě syna Václava, který byl roku 1628 konšelem na Starém Městě, účastnil se bojů v letech 1631–1639 a v letech 1635–1637 zastával úřad královského rychtáře. Václavovi synové Daniel a Václav si vedli statečně při obléhání Prahy Švédy roku 1648. Ačkoliv Vořikovští měli rytířský erb již od roku 1604 a psali se „z Kundratic“, přece si oba bratři vyprosili 22. června 1659 zvláštní majestát. Bylo jim znovu dáno rytířství a zároveň polepšen jejich erb. Potomci Vořikovských žili ještě na počátku nynějšího[kdy?] století. Poslední se připomíná Felix (Šťastný) Josef Vořikovský z Kundratic, narozen 1837. Byl horním úředníkem a zemřel roku 1906 v Plzni v úplné chudobě.
Oříkov a Oříkovec patřily v minulosti farou a kostelem, školou a četnictvem k Sedlčanům, poštou k Dublovicům, zdravotním obvodem k Sedlčanům. Oříkov má kroniku, kterou roku 1921 založil a vedl starosta Josef Dvořák; týž spravoval též obecní knihovnu, založenou v roce 1922 se 73 svazky.

## Obyvatelstvo
| Rok            | 1869 | 1880 | 1890 | 1900 | 1910 | 1921 | 1930 | 1950 | 1961 | 1970 | 1980 | 1991 | 2001 | 2011 | 2021 |
| -------------- | ---- | ---- | ---- | ---- | ---- | ---- | ---- | ---- | ---- | ---- | ---- | ---- | ---- | ---- | ---- |
| Počet obyvatel | 249  | 203  | 211  | 208  | 175  | 183  | 187  | 130  | 106  | 107  | 91   | 87   | 79   | 69   | 80   |
| Počet domů     | 32   | 33   | 33   | 33   | 33   | 33   | 34   | 32   | 32   | 31   | 30   | 37   | 37   | 39   | 41   |

## Obecní správa
Při sčítání lidu v letech 1850–1909 Oříkov byl osadou obce Dublovice v okrese Sedlčany. V letech 1910–1960 byl samostatnou obcí, se kterým patřil nejprve do okresu Sedlčany, ale od roku 1960 v okrese Příbram. Od 1. července 1960 do 31. prosince 1979 byl částí obce Hrabří v okrese Příbram. Od 1. ledna 1980 je částí města Sedlčany v okrese Příbram. V letech 1910–1960 k obci patřily Hradce.

## Pamětihodnosti a části vsi

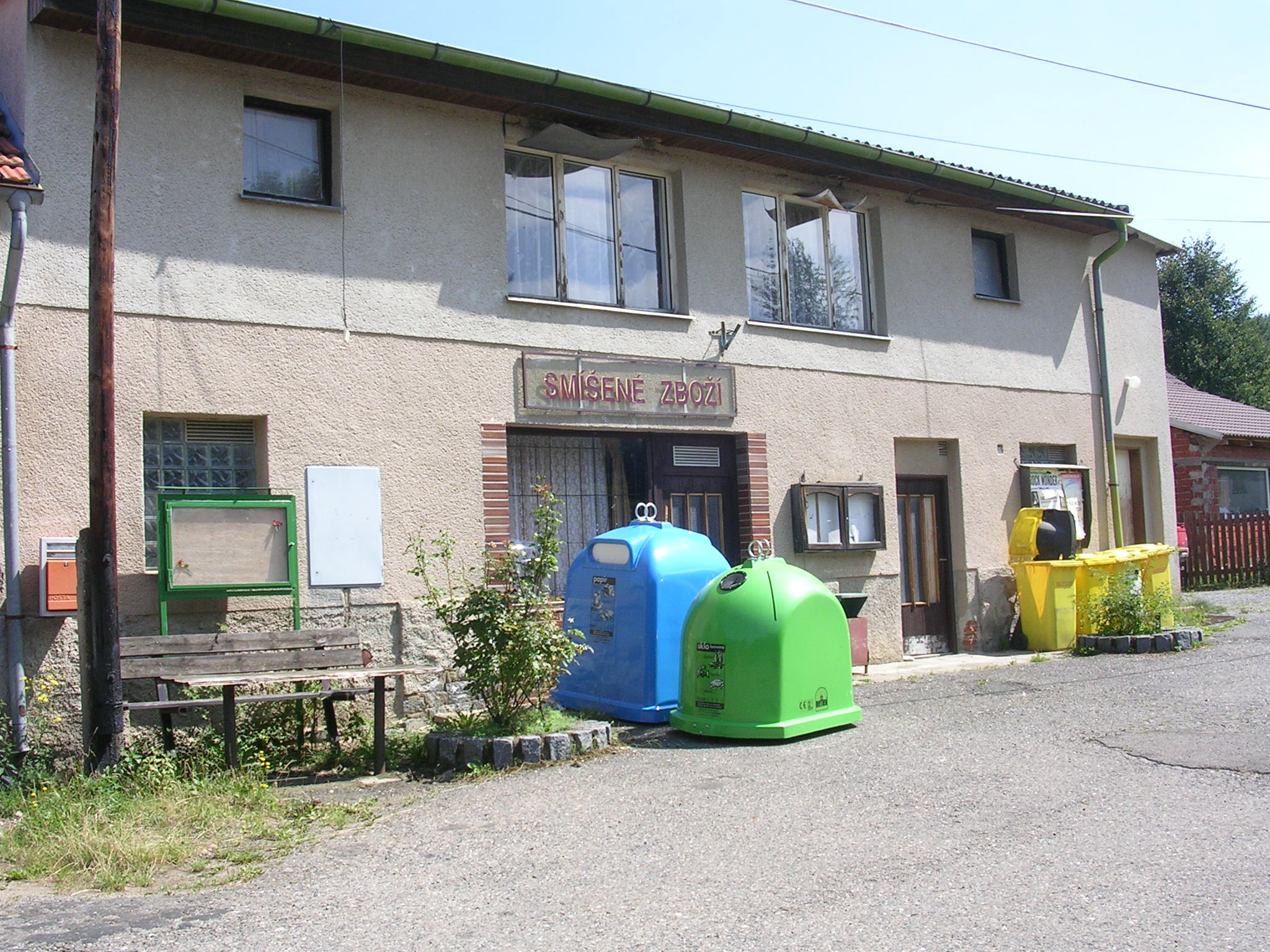
Smíšené zboží

Na návsi u levého břehu potoka je zděná, čtvercová zvonička se zaoblenými hranami, vystavěná roku 1822. Má nad vchodem okrouhlé okénko a na stranách po jednom prázdném výklenku. Na taškové střeše je baňatá věžička se šindelovou stříškou, zakončenou kovovou bání a křížkem. Ve věžičce visí zvonek z téhož roku jako zvonička. Osadníci jej v první světové válce zakopali a tak jej uchránili před zrekvírováním. Uvnitř zvoničky je oltářík s křížem a se soškami Panny Marie a sv. Jana Nepomuckého. Je tam uschován kostelní prapor. Strop je rovný, prkenný a podlaha cihlová. U vchodu stojí dřevěný kříž.
Osamělá skupina čtyř stavení u cesty, jež vede z Chlumce přes Ústupenice k Solopyskám, se jmenuje Nová Hospoda. Je tu hostinec, který dříve býval v sousedním statku.
Třetí částí Oříkova jsou čtyři hospodářské usedlosti jihozápadně na kraji lesa; jmenují se Oříkovec, v minulosti též Ořechovec. V minulosti býval Oříkovec samostatnou vsí s vladyckým statkem, který patřil roku 1382 rytíři Renvaldovi z Ústupenic. V neznámé době splynul Oříkovec s Oříkovem, s nímž měl pak společné dějiny.
Celá oříkovská osada čítala[zdroj?] 34 domovní čísla se 187 obyvateli (roku 1920 33 čísla se 183 obyvateli, roku 1843 28 čísel s 235 obyvateli). Byl tu hostinec, trafika a kovárna. Podle kronikáře Dvořáka v roce 1930 měl Oříkov 41 dům se 222 obyvateli národnosti české a náboženství římskokatolického.